# Sonja Edström
Sonja Viola Edström z domu Ruthström (ur. 18 listopada 1930 w Luleå, zm. 15 października 2020 tamże) – szwedzka biegaczka narciarska, trzykrotna medalistka olimpijska oraz dwukrotna medalistka mistrzostw świata.

## Kariera
Jej olimpijskim debiutem były igrzyska w Oslo w 1952, gdzie zajęła 11. miejsce w biegu na 10 km techniką klasyczną. Cztery lata później, podczas igrzysk olimpijskich w Cortina d’Ampezzo szwedzka sztafeta w składzie Irma Johansson, Anna-Lisa Eriksson i Sonja Edström zdobyła brązowy medal. Ponadto w biegu na 10 km wywalczyła swój drugi brązowy medal, ulegając jedynie dwóm reprezentantkom Związku Radzieckiego zwyciężczyni Lubow Kozyriewej oraz drugiej na mecie Radji Jeroszynej. Na igrzyskach olimpijskich w Squaw Valley w 1960 wspólnie z Irmą Johansson i Britt Strandberg zdobyła złoty medal w sztafecie. Była także piąta w biegu na 10 km stylem klasycznym.
W 1954 wystartowała na mistrzostwach świata w Falun, gdzie razem z Anną-Lisą Eriksson oraz Märtą Norberg zdobyła brązowy medal w sztafecie. Na tych samych mistrzostwach zajęła siódme miejsce w biegu na 10 km. Wzięła także udział w mistrzostwach świata w Lahti w 1958 zdobywając kolejny brązowy medal w sztafecie. Tym razem Szwedki pobiegły w składzie Nordberg, Johansson i Edström. Na kolejnych mistrzostwach Edström już nie startowała.

## Osiągnięcia

### Igrzyska Olimpijskie
| Miejsce | Dzień       | Rok  | Miejscowość       | Konkurencja             | Czas biegu | Strata | Zwyciężczyni    |
| ------- | ----------- | ---- | ----------------- | ----------------------- | ---------- | ------ | --------------- |
| 11.     | 23 lutego   | 1952 | Oslo              | 10 km stylem klasycznym | 41:40      | +4:01  | Lydia Wideman   |
| 3.      | 28 stycznia | 1956 | Cortina d’Ampezzo | 10 km stylem klasycznym | 38:11      | +0:12  | Lubow Kozyriewa |
| 3.      | 1 lutego    | 1956 | Cortina d’Ampezzo | Sztafeta 3 × 5 km       | 1:09:01    | +0:47  | Finlandia       |
| 5.      | 20 lutego   | 1960 | Squaw Valley      | 10 km stylem klasycznym | 39:46,6    | +48,9  | Marija Gusakowa |
| 1.      | 26 lutego   | 1960 | Squaw Valley      | Sztafeta 3 × 5 km       | 1:04:21,4  | -      | -               |

### Mistrzostwa świata
| Miejsce | Dzień     | Rok  | Miejscowość | Konkurencja             | Czas biegu | Strata  | Zwyciężczyni      |
| ------- | --------- | ---- | ----------- | ----------------------- | ---------- | ------- | ----------------- |
| 3.      | 17 lutego | 1954 | Falun       | Sztafeta 3 × 5 km       | 1:05:54    | +1:03   | Związek Radziecki |
| 7.      | 21 lutego | 1954 | Falun       | 10 km stylem klasycznym | 40:14      | +1:03   | Lubow Kozyriewa   |
| 22.     | 5 marca   | 1958 | Lahti       | 10 km stylem klasycznym | 44:49,0    | +5:06,6 | Alewtina Kołczina |
| 3.      | 7 marca   | 1958 | Lahti       | Sztafeta 3 × 5 km       | 58:32,4    | +3:26,1 | Związek Radziecki |